# Simultanzulassung
Simultanzulassung bezeichnete im deutschen Recht die Zulassung eines Rechtsanwalts bei einer Vielzahl von Gerichten, insbesondere bei einem Landgericht und dem übergeordneten Oberlandesgericht. Demgegenüber verstand man unter Singularzulassung die Zulassung eines Rechtsanwalts nur bei einem bestimmten Gericht.
Mit dem Gesetz zur Stärkung der Selbstverwaltung der Rechtsanwaltschaft ist das Lokalisierungsgebot für Rechtsanwälte zum 1. Juni 2007 gestrichen worden. Durch die Streichung der Zulassung bei den einzelnen Gerichten, ist auch die bis dahin geltende fünfjährige Wartefrist vor der Zulassung bei einem Oberlandesgericht gegenstandslos geworden. Wo es keiner gesonderten Zulassung mehr bedarf, gibt es auch keine Simultanzulassung. 
Im Ergebnis ist damit jeder Rechtsanwalt mit der Anwaltszulassung bundesweit vor jedem Gericht postulationsfähig. Einzige Ausnahme ist die weiterbestehende Singularzulassung beim Bundesgerichtshof in Zivilsachen (§ 78 Abs. 1 Satz 3 ZPO sowie §§ 162 ff. BRAO). Ein bereits in den unteren Instanzen tätig gewesener Anwalt kann dann im Revisionsverfahren aber als Verkehrsanwalt fungieren.